# تینا آرنا
فلیپینا لیدیا آرنا (به انگلیسی: Filippina Lydia Arena) (زاده ۱ نوامبر ۱۹۶۷ ‏(۵۷ سال)) خواننده، ترانه‌سرا و بازیگر تئاتر و تلویزیون ایتالیایی-استرالیایی است. ترانه‌های او تاکنون در حدود هشت میلیون نسخه فروش داشته است.

## دیسکوگرافی

### آلبوم‌های استودیویی
- Strong as Steel - ۱۹۹۰
- Don't Ask - ۱۹۹۴
- In Deep - ۱۹۹۷
- Just Me - ۲۰۰۱
- Un autre univers - ۲۰۰۵
- Songs of Love & Loss - ۲۰۰۷
- 7 vies - ۲۰۰۸

### آلبوم‌های اجرای زنده
- Vous êtes toujours là - ۲۰۰۳
- Greatest Hits Live - ۲۰۰۵